# Isolaccio-di-Fiumorbo
Isolaccio-di-Fiumorbo (en idioma corso L'Isulacciu di Fiumorbu) es una comuna y población de Francia, en la región de Córcega, departamento de Alta Córcega.
Su población en el censo de 1999 era de 333 habitantes.

## Demografía
| 352 | 451 | 332 | 411 | 346 | 333 |
| Para los censos de 1962 a 1999 la población legal corresponde a la población sin duplicidades (Fuente: INSEE [Consultar]) |     |     |     |     |     |